# Peter Armitage
Peter Armitage (ur. 1924, zm. 2024) – brytyjski statystyk, profesor Londyńskiej Szkoły Higieny i Medycyny Tropikalnej oraz Uniwersytetu Oksfordzkiego. Specjalizował się w statystyce medycznej. W latach 1982–1984 pełnił funkcję przewodniczącego Królewskiego Towarzystwa Statystycznego, w latach 1972–1973 był przewodniczącym Biometric Society (obecnie jest to International Biometric Society), zaś w latach 1990–1991 przewodniczył International Society for Clinical Biostatistics.
Trzykrotnie zdobył Medalu Guya (Brązowy, Srebrny oraz Złoty), nagrodę naukową przyznawaną za osiągnięcia w dziedzinie statystyki. Jego podręcznik Statistical Methods in Medical Research jest wciąż drukowany, ponad 50 lat od daty opublikowania pierwszego wydania. Był współtwórcą (obok Williama Gemmella Cochrana) testu dla trendu Cochrana-Armitage (ang. Cochran-Armitage test for trend).

## Ważniejsze dzieła
- Statistical Methods in Medical Research